# Grand-bailliage d'Heidenheim

Carte du Wurtemberg, 1927 - Le grand-bailliage de Gaildorf est situé en n°21

Le grand-bailliage d'Heidenheim était une circonscription administrative du Royaume de Wurtemberg (sur la carte jointe n° 21), rebaptisée Kreis Heidenheim en 1934 et dissoute en 1938  pour inclure les municipalités des districts de Neresheim et d'Ulm pour former le district de Heidenheim. Informations générales sur l'Oberamts du Wurtemberg voir Oberamt (Wurtemberg).
Pour des informations générales sur les Grands-bailliages du Wurtemberg, voir Grand-bailliage (Wurtemberg).

## Histoire
En 1448, le comte Ulrich V de Wurtemberg tenta d'étendre considérablement sa sphère d'influence vers l'est. Lors de la Première guerre des Margraves (de), Ulrich combattit aux côtés du margrave d'Ansbach, Albrecht Achille, contre les villes impériales souabes et franconiennes. Affligé financièrement, il dut vendre la ville dévastée par les troupes à son beau-frère Louis IX de Bavière dès 1450. Lorsque les beaux-frères s'opposèrent en 1462, dans la guerre impériale contre Louis, Heidenheim fut temporairement occupée par le Wurtemberg, mais resta avec la Bavière. Dans la guerre de succession de Landshut, la Bavière-Munich s'est alliée au Wurtemberg, qui a reçu de régner sur le territoire en 1504. Le bailliage parapluie via les monastères de Königsbronn, Anhausen et Herbrechtingen était également relié au territoire, qui a été intégré à la structure administrative du duché sous le nom d'Office Heidenheim. Au cours de la Réforme, les monastères furent abolis au milieu du XVIe siècle et leurs biens ensuite administrés en tant qu'offices monastiques.
En 1802, le Wurtemberg prend possession de la ville impériale de Giengen et y installe un grand-bailliage qui, en 1806, se voit également attribuer certaines villes du Vieux Wurtemberg. Cependant, le grand-bailliage de Giengen est aboli en 1808 et, comme les offices du monastère avant lui, il est incorporé au grand-bailliage de Heidenheim.
Après la réorganisation, les voisins du grand-bailliage, affecté au Cercle de la Jagst de 1818 à 1924, étaient les Grand-bailliages de Neresheim, Aalen, Gmünd (de), Geislingen (de), Ulm ainsi que le arrondissement bavarois d'Oberdonau (de), et à partir de 1837 le district de Souabe en royaume de Bavière, avec les tribunaux de district de Guntzbourg et Lauingen.